# Sylvain-Charles Valée

Sylvain-Charles Valée

Sylvain-Charles, comte Valée (* 17. Dezember 1773 in Brienne-le-Château; † 16. August 1846 in Paris) war ein französischer General, Marschall und Pair von Frankreich.

## Leben
Valée trat 1792 in die Nordarmee ein, wurde 1795 zum Hauptmann und 1804 zum Oberstleutnant befördert und erhielt, nachdem er sich bei Jena ausgezeichnet hatte, im Januar 1807 als Oberst den Befehl über das 1. Artillerieregiment.
1809 übertrug ihm Napoleon I. das Kommando über die Artillerie des 3. Armeekorps in Spanien, wo Valée im August 1811 zum Divisionsgeneral aufrückte.
Bei der ersten Restauration kehrte er nach Frankreich zurück und wurde von Ludwig XVIII. zum Generalinspektor der Artillerie erhoben. Obwohl er während der Hundert Tage von Napoleon den Befehl über die Artillerie des 5. Armeekorps angenommen hatte, ernannte ihn Ludwig XVIII. abermals zum Generalinspektor des Zentralausschusses für die Artillerie.
Nachdem Valée 1835 die Pairswürde erhalten hatte, begleitete er 1837 den General Damrémont nach Algerien, übernahm bei dessen Expedition gegen Constantine den Befehl über die Artillerie, nach dem Tode Damrémonts das Oberkommando und nahm am 13. Oktober die Stadt mit Sturm. Zum Lohn erhielt er den Marschallstab und Anfang Dezember die Ernennung zum Generalgouverneur der französischen Besitzungen in Afrika. Am 17. Mai 1840 ließ er seine Truppen in Medea einmarschieren, das zu diesem Zeitpunkt jedoch nur noch aus unbewohnten Ruinen bestand. Nachdem er die französischen Eroberungen beträchtlich ausgeweitet hatte, wurde er Ende 1840 abberufen.
Er starb am 16. August 1846 in Paris und im Caveau des Gouverneurs der Cathédrale Saint-Louis-des-Invalides beigesetzt.

## Ehrungen
Sein Name ist am Triumphbogen in Paris in der 36. Spalte eingetragen.